# Donje Bazije
Donje Bazije je naselje u Republici Hrvatskoj, u sastavu Općine Čađavica, Virovitičko-podravska županija. 

## Stanovništvo
Prema popisu stanovništva iz 2001. godine, naselje je imalo 190 stanovnika te 78 obiteljskih kućanstava.
| broj stanovnika | 305   | 483   | 506   | 521   | 566   | 626   | 631   | 792   | 1045  | 1069  | 901   | 463   | 318   | 263   | 190   | 148   | 94    |
|                 | 1857. | 1869. | 1880. | 1890. | 1900. | 1910. | 1921. | 1931. | 1948. | 1953. | 1961. | 1971. | 1981. | 1991. | 2001. | 2011. | 2021. |

Donje Bazije jedno je od najstarijih naselja općine Čađavice. Navodno je nastalo oko 17. stoljeća. Selo je sv. Jurja uzelo za zaštitnika, a slavi se 23. 4. (ako je subota).[nedostaje izvor]